# نوک‌نهنگ لایارد
نوک‌نهنگ لایارد (به انگلیسی: Strap-toothed whale)، که با نام نوک‌نهنگ دندان‌بلند نیز شناخته می‌شود، نوک‌نهنگی بزرگ‌جثه است که یکی از شگفت‌انگیزترین دندان‌ها در میان همه موجودات را داراست. نام این گونه به افتخار ادگارد لئوپولد لایارد، بنیان‌گذار موزه ملی آفریقای جنوبی در کیپ تاون که نگاره‌هایی از استخوان جمجمه این نهنگ را به جان ادوارد گری در موزه بریتانیا فرستاد، گذاشته شده‌است. گری این گونه را در سال ۱۸۶۵ رده‌بندی کرد.

## توصیف ظاهری

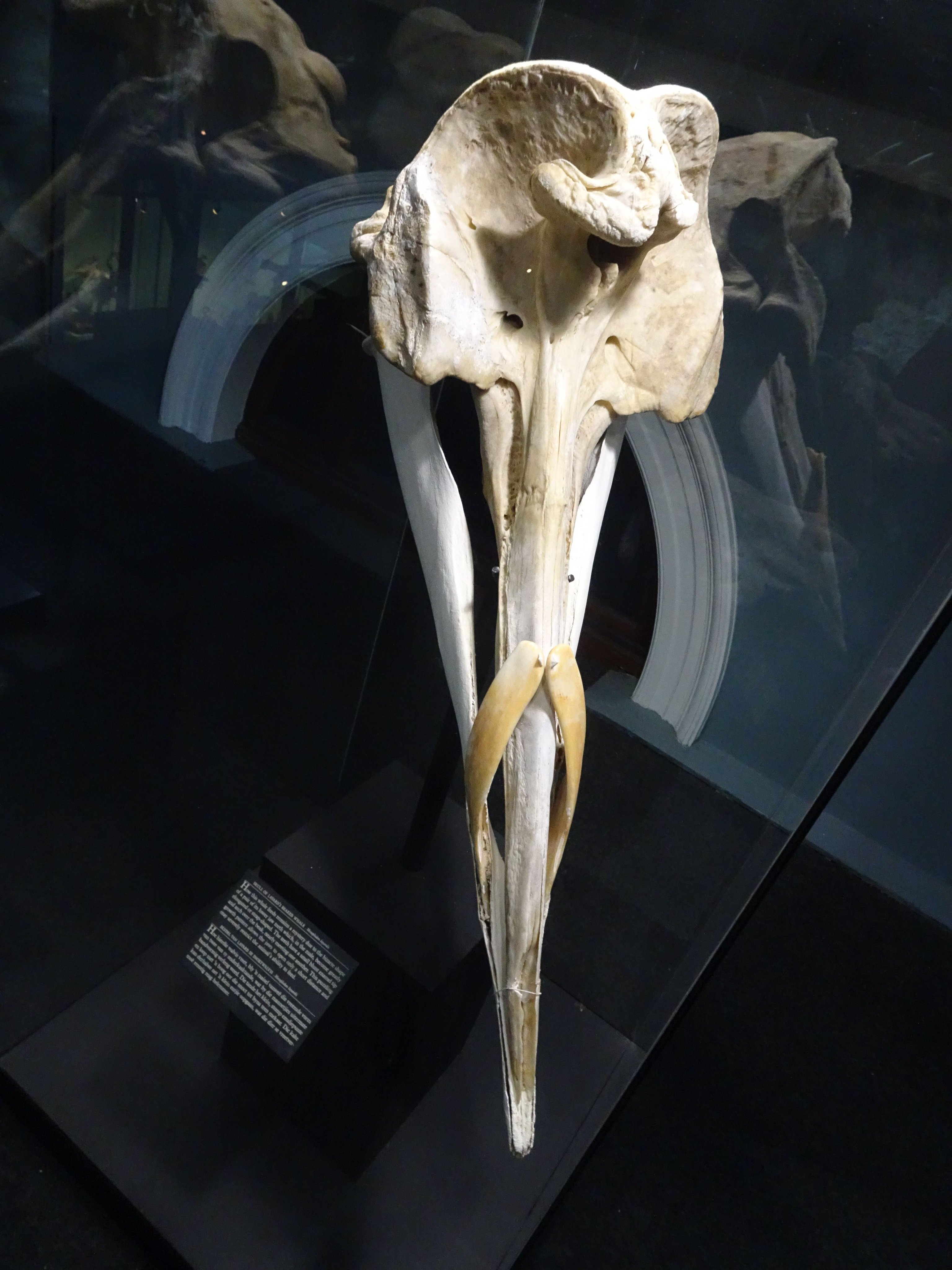
جمجمه نهنگ منقاری دندانه دار نر

به جز دارا بودن جثه به نسبت بزرگ، نوک‌نهنگ لایارد تفاوت زیادی با دیگر گونه‌های عضو خانواده نوک‌نهنگان ندارد. با این حال نوک‌نهنگ‌های لایارد نر دندان‌هایی دارند که حتی برای اعضای این گونه استثنایی است. این دندان‌ها تسمه‌شکل و بزرگند و طولشان گاه به ۳۰ سانتی‌متر می‌رسد. این دندان‌ها با زاویه °۴۵ از فک بیرون آمده‌اند. دو دندان عاج‌مانند نیز از درون دهان بیرون آمده‌اند که احتمالاً برای نبرد به کار می‌روند. بندپایان سرخاب نیز اغلب بر روی این عاج‌ها دیده می‌شوند. دلیل اینکه این جانور دندان‌هایی داراست که به مراتب بزرگتر از اندازه طعمه‌هایشند، ناشناخته است. نوک به نسبت دراز و خط دهانی صاف است. رنگ بدن نیز در میان دیگر گونه‌های خانواده نوک‌نهنگان استثنایی است؛ بیشتر سطح بدن سیاه‌رنگ است به جز بخش‌های سفیدرنگ در جلوی نوک و روی شکم و نزدیک اعضای تناسلی. جوان‌ترها چنین الگوی رنگ‌آمیزی ندارند و بدنشان به رنگ تاریک در بالا و روشن در زیر است. همانند نوک‌نهنگ گری، بر بدن این نهنگ‌ها نیز اغلب جای زخم کوسه‌ها دیده می‌شود.
طول نرهای بالغ به ۵٫۹ متر و طول ماده‌ها به ۶٫۲ متر می‌رسد. وزن آن‌ها نیز میان ۱ تا ۱٫۳ تن است و از این لحاظ بزرگترین جثه را در میان اعضای سرده خود دارا هستند. طول بچه‌های تازه به دنیا آمده می‌تواند به بیش از ۲٫۸ متر برسد.
غذای این نهنگ را بیشتر ماهی مرکب تشکیل می‌دهد.

## گستره و جمعیت
نوک‌نهنگ لایارد در نیم‌کره جنوبی در میان عرض جغرافیایی °۳۰ جنوبی تا قطب جنوب زندگی می‌کند. تا سال ۱۹۹۱، این نهنگ در کل ۱۴۰ بار در مناطقی چون زلاندنو و استرالیا و جنوب آفریقا و جنوب آرژانتین و تیرا دل فوئگو و جنوب شیلی و جزایر فالکلند و اروگوئه دیده شده‌است. بیشترین این مشاهدات نهنگ‌های مرده‌ای را که بر ساحل افتاده بودند شامل می‌شدند.